# Gabriel Hanotaux
Gabriel Albert Auguste Hanotaux (Beaurevoir, 19 november 1853 - Parijs, 11 april 1944) was een Frans diplomaat, historicus en politicus, die als minister van Buitenlandse zaken een belangrijke rol speelde bij de Franse kolonialisatie van Afrika.

## Biografie

### Opleiding en vroege carrière
Gabriel Hanotaux werd op 19 september 1853 geboren in Beaurevoir, departement Aisne. Hij studeerde aan de École Nationale des Chartes en werd docent aan de École pratique des hautes études in 1880. In 1879 kreeg hij een betrekking als assistent-secretaris op het Franse ministerie van Buitenlandse Zaken. Kort hierna werd hij ambassadesecretaris in Constantinopel. Van 1886 tot 1892 onderbrak hij zijn diplomatieke carrière en vertegenwoordigde hij in het parlement het departement Aisne. Als republikein koos hij de zijde van Léon Gambetta en Jules Ferry. Gabriel Hanotaux werd in 1890 kabinetschef bij Jules Ferry.

### Minister van Buitenlandse Zaken

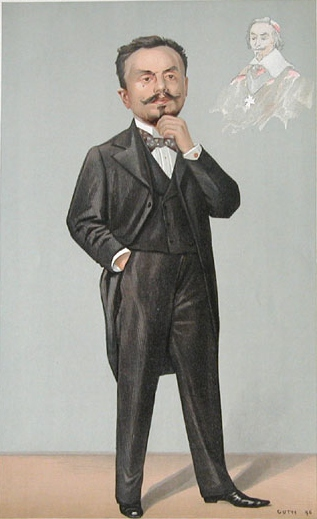
Gabriel Hanotaux in de Amerikaanse glossy Vanity Fair, 12 november 1896

Gabriel Hanotaux onderhandelde in 1892 met Sir Charles Tupper, de Canadese hoge commissaris in Londen over een Frans-Canadees handelsverdrag. Het handelsverdrag werd een jaar later, in 1893, getekend. Van 30 november 1894 tot 1 november 1895 was hij minister van Buitenlandse Zaken onder de premier Charles Dupuy en Alexandre Ribot. Van 29 april 1896 tot 28 juni 1898 bekleedde hij dit ambt opnieuw, nu onder premier Félix Jules Méline. Als groot voorstander van een Franse continentaal-Europese buitenlandse politiek vond hij een tegenstrever in Groot-Brittannië. Hij knoopte uit strategisch oogpunt nauwe betrekkingen met Rusland aan en vergezelde president Félix Faure tijdens diens staatsbezoek aan Rusland (1896). In 1898 was hij interim-minister van Koloniën. In 1909 richtte hij Comité France-Amérique ("Comité Frankrijk-Amerika") op.

#### Wedloop om Afrika
Gabriel Hanotaux was voorstander van een groot Frans koloniaal rijk. Tijdens de zogenaamde Wedloop om Afrika stuurde hij, geheel in deze lijn, civiele en militaire expedities naar gebieden op het Afrikaans continent om deze onder Franse heerschappij te kunnen brengen. Hij zette daarvoor onder andere als verkenner en onderhandelaar de marine officier Pierre Savorgnan de Brazza in. Het Franse streven was de beschikking te krijgen over een ononderbroken strook grondgebied vanaf de Atlantische Oceaan in het westen, via de Sahara, tot aan de Rode Zee in het oosten. Het Britse streven was een ononderbroken strook te bezitten van Egypte in het Noorden tot aan Zuidelijk Afrika en de Indische Oceaan. Op het snijvlak van beide doelgrondgebieden kwam het in 1898 tot een gewapend treffen tusen Franse en Engelse troepen, het Fashoda-incident in Soedan. Ook de Belgische koning Leopold II was een concurrent, hij streefde naar heerschappij over een grondgebied tussen Egyptisch Soedan en het bekken van de Zambezi, ten oosten en ten westen begrensd door de oceanen.
Na de Koloniale conferentie in Berlijn (1884-1885) deelden de grote industriële mogendheden het Afrikaans continent volgens daar gemaakte afspraken nagenoeg geheel onder elkaar op.
In 1931 verscheen mede van zijn hand het zesdelige werk Histoire des colonies françaises et de l'expansion de la France dans le monde.

### Afgevaardigde bij de Volkenbond
Na de Eerste Wereldoorlog maakte hij Hanotaux deel uit van de eerste (15 november - 18 december 1920), tweede (5 september - 5 oktober 1921), derde (4 september - 30 september 1922) en vierde (3 september - 29 september 1923) Franse delegaties bij de algemene vergaderingen van de nieuw opgerichte Volkenbond. Hij was een tegenstander van het plan tot het toelaten van Esperanto als werktaal van de Volkenbond.

### Overlijden
Gabriel Hanotaux overleed op 90-jarige leeftijd, op 11 april 1944 in Parijs.

## Historicus
Als historicus publiceerde Hanotaux diverse werken. Zijn Histoire de la Troisième République geldt thans nog steeds als een standaardwerk over de Derde Franse Republiek. Zijn bekendste werk is de Histoire du cardinal de Richelieu, een boek over het leven en werken van de 17de-eeuwse Franse kardinaal de Richelieu. Vanwege zijn literaire prestaties werd hij op 1 april 1897 in de Académie française (Franse Academie) gekozen. Hij bezette de 29ste zetel.

## Werken
- Les Villes retrouvées (1881)
- Origines de l'institution des intendants des provinces, d'après les documents inédits (1884)
- Henri Martin, sa vie, ses œuvres, son temps, 1810-1883 (1885)
- Études historiques sur le XVIe et le XVIIe siècle en France (1886)
- Recueil des instructions données aux ambassadeurs et ministres de France : depuis les traités de Westphalie jusqu'à la Révolution française (1888-1913)
- Essai sur les libertés de l'Église gallicane depuis les origines jusqu'au règne de Louis XIV (1888)
- Note sur la famille maternelle de Jean de La Fontaine (les Pidoux du Poitou et de l'Île-de-France) (1889)
- Paris en 1614 (1890)
- Histoire du cardinal de Richelieu (1893-1903)
- Les Hommes de 1889 (1893)
- L'Affaire de Madagascar (1896)
- Tableau de la France en 1614, la France et la royauté avant Richelieu (1898)
- La Seine et les quais, promenades d'un bibliophile (1901)
- Du Choix d'une carrière (1902)
- L'Énergie française (1902)
- Histoire de la France contemporaine, 1871-1900 (1903-1908)
- La Paix latine (1903)
- La jeunesse de Balzac. Balzac imprimeur 1825-1828, met Georges Vicaire; Paris, A. Ferroud, 1903, 1e editie, Librairie des Amateurs, A. Ferroud, F. Ferroud, 1921. La partie « Balzac imprimeur »
- Le Partage de l'Afrique : Fachoda (1909)
- La Démocratie et le travail (1910)
- La fleur des histoires françaises (1911)
- Jeanne d'Arc (1911)
- Une commémoration franco-américaine. Pour un grand français, Champlain (1912)
- Études diplomatiques. La Politique de l'équilibre, 1907-1911 (1912)
- Histoire de la nation française (1913)
- La France vivante. En Amérique du Nord (1913)
- Études diplomatiques. 2e série. La guerre des Balkans et l'Europe, 1912-1913 (1914)
- Les Villes martyres. Les falaises de l'Aisne (1915)
- Pendant la grande guerre, I (août-décembre 1914) : études diplomatiques et historiques (1916)
- L'Énigme de Charleroi (1917)
- L'Aisne pendant la Grande guerre (1919)
- Circuits des champs de bataille de France, histoire et itinéraires de la Grande guerre (1919)
- De l'histoire et des historiens (1919)
- Le Traité de Versailles du 28 juin 1919. L'Allemagne et l'Europe (1919)
- Joffre (met luitenant-kolonel Fabry) (1921)
- La Bataille de la Marne (1922)
- Georges Vicaire. 1853-1921 (1922)
- Histoire illustrée de la guerre de 1914 (1924)
- Histoire des colonies françaises et de l'expansion de la France dans le monde (1931-1935) - met Alfred Martineau

Bibliophiles (1924) 
- Le Général Mangin (1925)
- La Renaissance provençale. La Provence niçoise (1928)
- Histoire des colonies françaises et de l'expansion de la France dans le monde (1929-1934)
- Le Maréchal Foch ou l'homme de guerre (1929)
- Regards sur l'Égypte et la Palestine (1929)
- En Belgique par les pays dévastés (1931)
- Histoire de la nation égyptienne (1931-1940)
- L'Art religieux ancien dans le comté de Nice et en Provence (1932)
- À propos de l'histoire (met Paul Valéry) (1933)
- Mon temps (1935-1947)
- Pour l'Empire colonial français (1935)
- Raymond Poincaré (1935)